# Tragédia de Superga
A tragédia de Superga foi um acidente aéreo ocorrido a 4 de maio de 1949 em Turim, na Itália.

## Antecedentes
Durante a disputa de um amistoso entre Itália e Portugal, realizado em 27 de fevereiro de 1949, a equipa italiana aplicou uma goleada de 4 a 1 sobre o adversário. Prestes a encerrar a carreira, Francisco Ferreira, capitão da equipa portuguesa, convenceu os dirigentes italianos a marcarem um amistoso entre o clube de Ferreira, o Benfica e o Torino, tetracampeão italiano. Inicialmente contrário à disputa de um amistoso durante a reta final do campeonato italiano, o presidente do Torino, Ferrucio Novo, resolveu confirmar o amistoso para o dia 3 de maio em Lisboa.
A partida foi disputada no dia 3 de maio e seria vencida pelo Benfica por 4 a 3 diante de um público de 40 mil pessoas.

## Aeronave
O Fiat G.212 era um dos mais recentes projetos aeronáuticos da indústria italiana do Pós-Guerra. Criado como uma versão alongada do Fiat G.12, esse trimotor seria inicialmente desenvolvido para o transporte militar. Com a necessidade de reconstruir o setor de aviação civil do país, a Fiat adaptou o projeto e produziu a versão CP, com capacidade para 34 passageiros. A aeronave acidentada foi construída em 1947 e era a 5.ª construída tendo recebido o prefixo I-ELCE.

## Acidente
A aeronave Fiat G.212, prefixo I-ELCE, da Avio Linee Italiane descolou às 9h52min do Aeroporto da Portela, em Lisboa, e fez escala para reabastecimento em Barcelona às 13h15min, conforme previsto. A descolagem do aeroporto de Barcelona ocorreu às 14h50min. Ao aproximar-se do espaço aéreo italiano, a tripulação recebe informe meteorológico indicando denso nevoeiro, com visibilidade horizontal abaixo de 40 m. Com isso, as 16h59, o comandante Pierluigi Meroni avisa a torre de Turim que está iniciando os procedimentos de aproximação visual para realizar a aterragem. Durante a manobra de aproximação, a aeronave desceu perigosamente e às 17h05min, bateu em cheio contra o muro posterior do terrapleno da Basílica de Superga, matando instantaneamente todos a bordo.

## Consequências

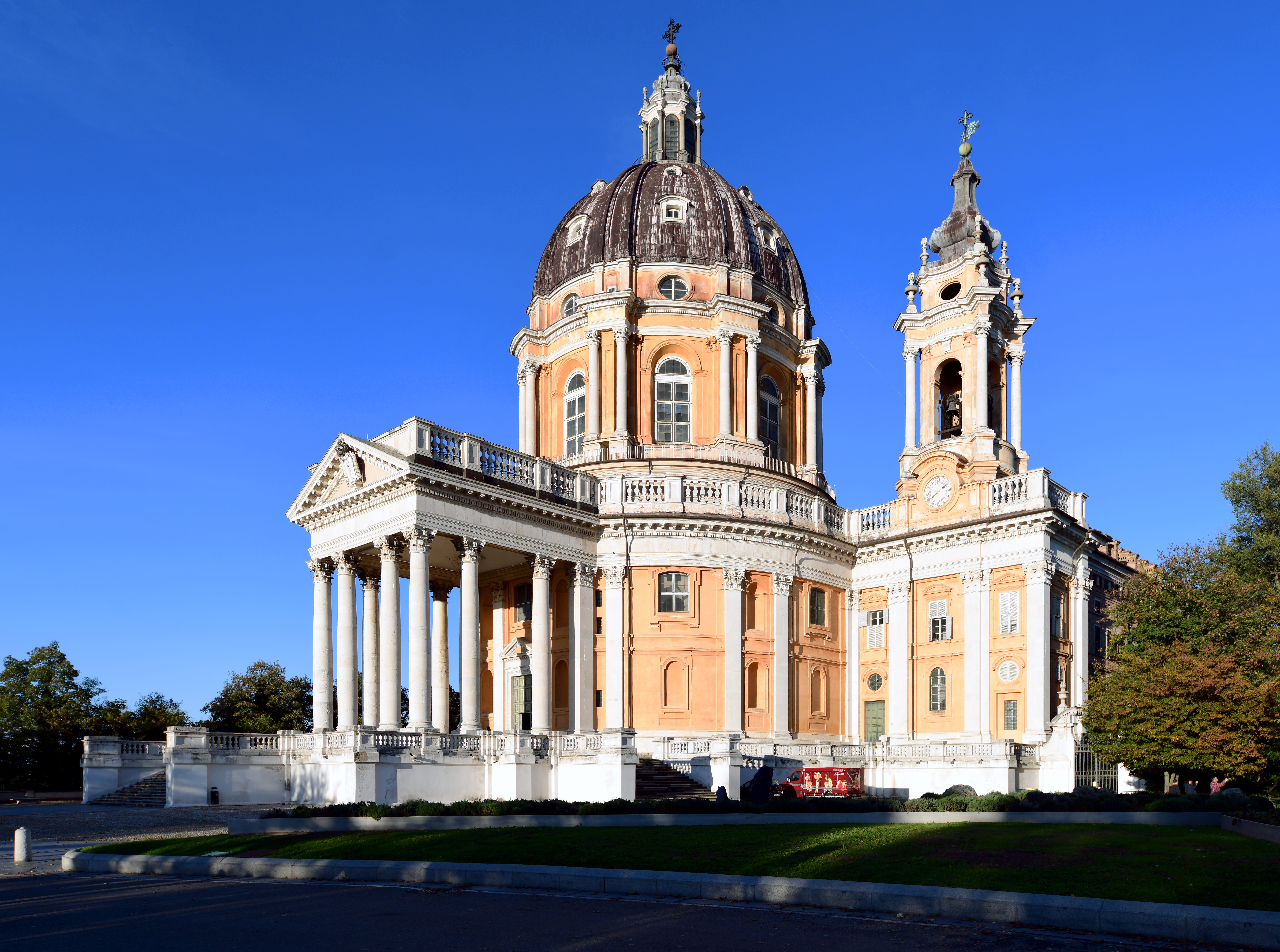
Vista da Basílica de Superga.

A tragédia abalou profundamente a Itália. Cerca de 500 mil pessoas acompanharam o cortejo fúnebre da equipa, realizado no dia 6 de maio. O Torino era o melhor time da época, apelidado de Grande Torino, seria 4 vezes campeão de forma consecutiva e caminhava para o 5.º título. Após a tragédia, a equipe do Torino decidiu colocar jogadores juvenis para concluir as 4 rodadas restantes do campeonato, no que foi seguida pelos principais times italianos. No final do campeonato, o Torino conquistou seu 5.º título.
O acidente acabou com a base da seleção italiana, que disputaria a Copa de 1950 no Brasil, viajando de navio (por conta do temor de nova tragédia aérea). A Itália foi eliminada na primeira fase. Segundo o cronista Geraldo Romualdo da Silva, "seriam considerados verdadeiramente insubstituíveis naquele plantel Valerio Bacigalupo, Aldo Ballarin, Virgilio Maroso e Valentino Mazzola.". 
Após a tragédia, o Torino entraria em decadência e só venceria o campeonato italiano em 1976.

## Comemorações
Por ocasião do Dia do Desporto Italiano no Mundo, aos 14 de outubro de 2024, no 75º aniversário da tragédia, por iniciativa da Embaixada de Itália em Lisboa e em colaboração com o Museu do Benfica Cosme Damião e com o Museu do Grande Torino e da Lenda Granata, foi inaugurada no Estádio da Luz uma exposição intitulada “Grande Torino, 75 anos de lenda”, na qual foram expostas algumas peças que saíram de Itália pela primeira vez depois daquele dia trágico de 1949.

## Vitimas
| Jogadores - Valerio Bacigalupo - Aldo Ballarin - Dino Ballarin - Milo Bongiorni - Eusebio Castigliano - Rubens Fadini - Guglielmo Gabetto - Ruggero Grava - Giuseppe Grezar - Ezio Loik - Virgilio Maroso - Danilo Martelli - Valentino Mazzola - Romeo Menti - Piero Operto - Franco Ossola - Mario Rigamonti - Julius Schubert | Funcionários - Arnaldo Agnisetta (diretor-geral) - Ippolito Civalleri (chefe da delegação) - Ernő Egri Erbstein (diretor-técnico) - Leslie Lievesley (treinador) - Ottavio Corina (massoterapeuta) Jornalistas - Renato Casalbore - Luigi Cavallero - Renato Tosatti Tripulação - Pierluigi Meroni (piloto) - Antonio Pangrazi (operador de rádio) - Celestino D'Inca (engenheiro) - Cesare Biancardi (copiloto) Outros - Andrea Bonaiuti (organizador da viagem) |  |